# Myristica gracilipes
Myristica gracilipes är en tvåhjärtbladig växtart som beskrevs av James Sinclair.
Myristica gracilipes ingår i släktet Myristica och familjen Myristicaceae. Inga underarter finns listade i Catalogue of Life.